# زاغ (ابهام‌زدایی)
واژۀ زاغ، یک واژۀ رایج است که ممکن است به موارد زیر اشاره داشته باشد:
- زاغ‌های کوهی
- زاغ‌های زمینی
- زاغ‌های خاور دور
- زاغ خالدار
- زاغ جنگلی
- زاغ گردن‌بور
- زاغ درختی دم‌دندانه‌ای
- زاغ‌های درختی دم‌دراز